# Ewald Hasler
Ewald Hasler (* 3. August 1932 in Eschen; † 7. April 2013 ebenda) war ein Liechtensteiner Radsportler und nationaler Meister im Radsport.

## Leben und sportliche Laufbahn
Sein bedeutendster Erfolg war der Gewinn der nationalen Meisterschaft im Straßenrennen 1953. Ewald Hasler nahm an den Olympischen Sommerspielen 1952 teil. Im Straßenrennen belegte er den 43. Rang. Er war nach Adolf Schreiber (der 1936 in Berlin startete) gemeinsam mit seinem Teamkollegen Alois Lampert der zweite Radsportler aus Liechtenstein, der zu den Olympischen Spielen aus dem Fürstentum entsandt wurde.
Hasler war von Beruf Elektriker und eröffnete 1965 sein eigenes Elektrogeschäft in Eschen, welches seit seinem Tod von seinen Söhnen weitergeführt wird. Einer seiner Söhne ist der ehemalige Skilangläufer Markus Hasler, er nahm von 1992 bis 2006 an allen Olympischen Winterspielen teil. Patrick Hasler nahm von 1988, an den Olympischen Winterspielen teil. Michael Hasler war an Olympischen Winterspielen als Servicemann und Betreuer dabei.